# ヘッドパーツ

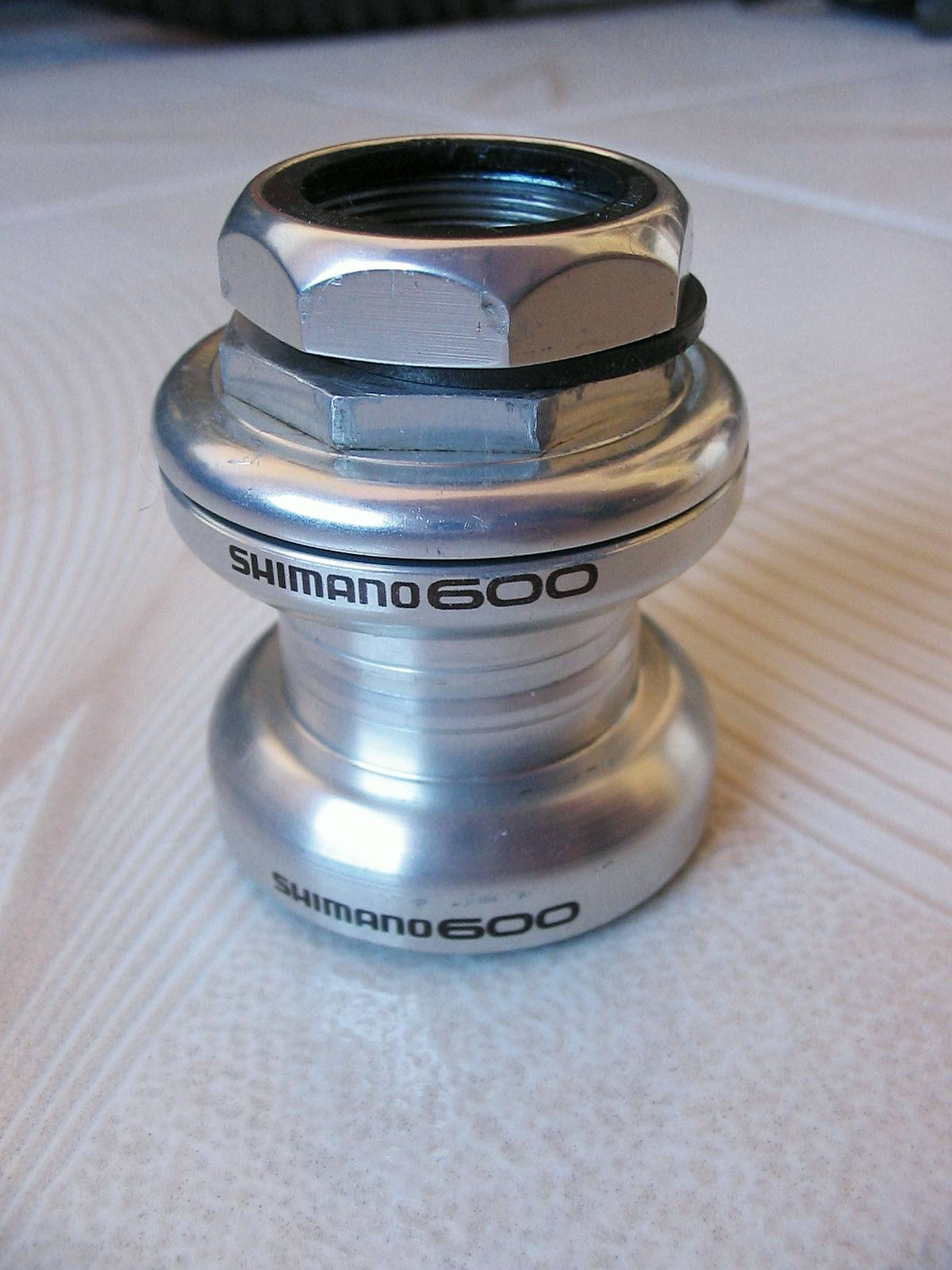
ヘッドパーツ（スレッド式）

ヘッドパーツ（headset）は、自転車のフレーム のヘッドチューブの上下に装着される部品で、内部の転がり軸受けを介してメインフレームとフロントフォークを連結する。

## 構造
二輪車が安定して走行するためには、前輪を保持するフロントフォークが左右にスムーズに回らなければならない。このフロントフォークの回転を滑らかにする為に、フレーム側に装着される軸受（もしくは軸受けを固定するためのアダプター）がヘッドパーツである。通常、ヘッドチューブの上下端にそれぞれ1個ずつボールベアリングを取付け、このボールベアリングを介してフロントフォークの支柱（コラムと呼ばれる）を保持している。ヘッドパーツは自転車の部品の中では最も精度を求められる製品のひとつである。
ヘッドチューブの上部に取り付けられるベアリング受けを「上ワン」と呼び、下部に装着されるベアリング受けを「下ワン」と呼ぶ。「ワン」は日本独自の俗称で、ベアリング受けがお椀のような形状をしていることから、「椀」→「ワン」となったと考えられている。英語では「カップ」ともいう。
ベアリングはワンと玉押しでリテーナーとボールを挟む単純なものが多いが、アンギュラーのカートリッジを嵌め込むものも増えている。円筒や円錐のベアリングを使用するものもある。
ヘッドパーツには多種の規格があるので、互換性の把握には注意が必要。取り付けには（高価かつ特殊な）専用工具を用いるのが望ましく、基本的には専門店へ依頼する。

### スレッド式

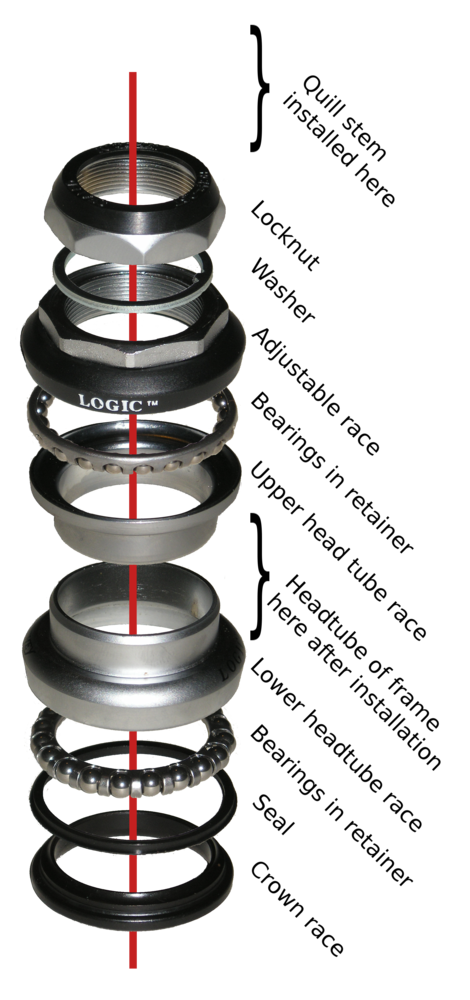
スレッド式ヘッドパーツの構造図

ネジうす式とも呼ばれる。従来からある構造である。2000年ごろまではロードバイク、1990年代半ばまではマウンテンバイクなどでも主流だった。現在では軽快車、実用車そしてランドナー、スポルティーフ、トラックレーサーなどに多く見られる。
フロントフォークのステアリングコラムの端部にネジが切られている点が特徴的で、コラムはヘッド長に合わせて切り揃えるのが普通である。ヘッドチューブ上端の軸受けの球押しはこのステアリングコラムにネジ込んで固定する。フォークの取り外しや玉あたりの調整にはヘッドレンチ（ヘッドスパナ）と呼ばれる薄手のスパナを2つ使用する。
ハンドルステムはステアリングコラムの中に差し込む形になり、ステム下端の臼型ナットによって固定される。ステムの固定力がやや弱く、マウンテンバイクには不向きである。またベアリングの調整に専用工具が必要で、コラムにスレッド（溝）を切る工程も必要となる。アヘッド方式より重量が大きいといった欠点がある。ただハンドルの上下調整は容易で、高さのあるステムを使用すれば調整の幅はかなり広い。

### アヘッド式

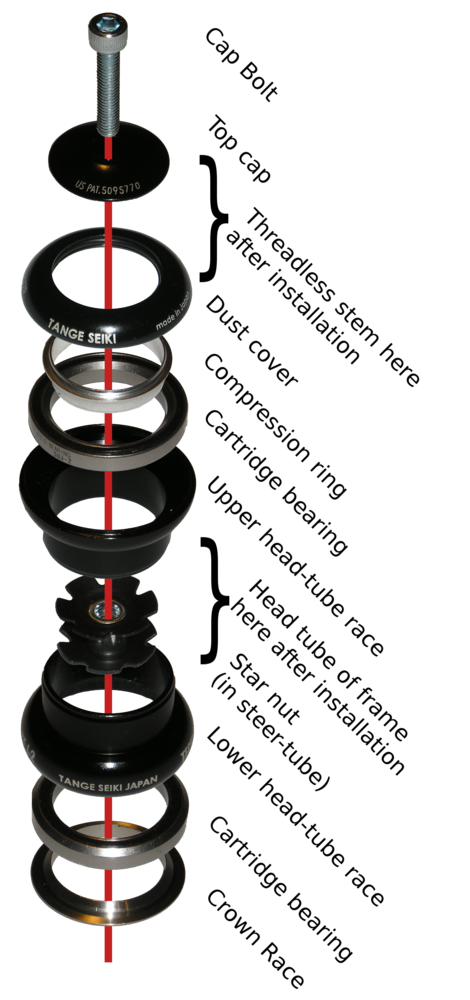
アヘッド式ヘッドパーツの構造図

スレッドレス式とも呼ばれる。マウンテンバイクから広まった方式で、現在はロードバイクなどでもこの方式が主流である。ステアリングコラムをヘッドパーツの上ワンから上に突出させ、スレッド式より太いステムをコラムの外側に被せて固定する。ステムのコラムクランプ部の下端とフォークのクラウン上面でヘッドを挟む格好になる。必然的にステムはコラムの長さより高くはできない。ステム高調整にスペーサーを入れることもある。また玉あたり調整のためにステアリングコラムの中にアンカーナットと呼ばれるナットを圧入することが多い。
シンプルな構造なのでメンテナンスがしやすく、また軽量で高剛性といった利点がある。ただし、ハンドル高の調節がステアリングコラムの長さによって制限される点やフォーク単体で固定できない点、またヘッド部のガタが出やすいなどの欠点がある。

### アヘッド式とスレッド式の互換性
アヘッド式とスレッド式で異なるのは主にコラムへの加工とステムの種類である。フレームのヘッドチューブ形状は共通で、ヘッドパーツ自体にも大きな差はない（製品では、スレッド用にはコラムナット、アヘッドではアンカーナットとステム蓋及びボルトが付属するが、他の部品は全く共通である場合もある）。ステム及び玉押し、上ワン蓋等の相互干渉やねじの有無などに気をつければ互換可能。スレッド式に加工したフォークにアヘッドステムを取り付ける場合コラムの長さが不足することが多いが、これを補うためのアダプターが市販されている。

### インテグラルヘッド
90年代に登場したアヘッド方式の一種。フレームのヘッド部形状が従来のものと異なるため、ヘッドパーツの互換性は無い。MTBのインテグラル方式は従来のアヘッドよりもフレームのヘッドチューブを太くし、従来より薄型のヘッドパーツをその中に埋め込んでしまう。ロードバイクのインテグラル方式はヘッドのワンを廃しベアリングカートリッジを直接フレームのヘッドチューブ内に収める。いずれも外から見えるのはヘッドパーツの上下にかぶせるキャップくらいである。剛性の向上、軽量化、見た目がすっきりする、ハンドル高を低く設計できるといった利点がある。欠点としては、規格がやや乱立しており、純正部品以外に交換出来ない場合がある。

## サイズ規格
ヘッドパーツのサイズの主流は入れ代わりが激しい。最近では上下異径ヘッド（1と1/8インチ×1と1/2インチなど）も登場し、規格の複雑さに拍車をかけている。2007年2月現在、以下のような規格がある。
ノーマルサイズ
1インチ（コラム径、１インチは25.4mm）とされる。厳密にはロードレーサーならば22.2mm、マウンテンバイクなら25.4mmに対応。現在ではあまり見られなくなった規格で、その中にJIS規格（上ワン直径30mm/下玉押し直径27mm）とUNI規格（30.2mm/26.4mm）があり、かなり複雑と言える。
オーバーサイズ
1と1/8インチ。マウンテンバイクから始まった規格だが、現在はロードレーサーにまで普及している。ミリメートルで表すと34.0mm/30.0mm。通販等の表記ではＯＳと表されている。メートル法の数字で表記されている場合コラム径は28.6mmである。
スーパーオーバーサイズ
1と1/4インチ。1990年代中頃にゲイリー・フィッシャーが考案したので「フィッシャーサイズ」ともいう。サイズは37.0mm/33.0mm。
1.5（ワンポイントファイブ）
1.5インチ。マウンテンバイクのD系（急斜面を下る競技、ダウンヒルスタイル）に向けたものだがあまり広まっていない。サイズは49.6mm/39.8mm。
インテグラルヘッドサイズ
インテグラルヘッドの規格は1と1/8サイズだが、ここでJISとUNI（イタリア規格の略）の規格の差異がある。比較的新しいため一本化していない。初期の段階ではJIS規格だったが、各メーカーの開発の結果数種が混立してしまい、互いのインテグラルヘッド同士で互換性がない時期もあった。現在ではUNIを主流として落ち着いている。またコラム部分の剛性を高めるため、上ワンがオーバーサイズ（1と1/8インチ）、下ワンがスーパーオーバーサイズ（1と1/4インチ）を採用した製品も登場している。
その他メーカー独自のもの
1と3/8インチ（スペシャライズド）、ヘッドショックサイズ（キャノンデール）、クラインサイズなどが有名。

## その他
- カンチブレーキ、センタープルブレーキなどを使用する際にはヘッドパーツ付近にアウターケーブルを受ける小物を挟み込む事がある。
- ランドナーに使われるスレッド式のヘッドパーツのようにヘッドパーツを分解して輪行する場合、ヘッドスパナ１つだけで分解できるものがある。これを「マイクロアジャスターヘッド小物」と呼ぶ。

ヘッドパーツ用の専用工具
- ヘッドパーツ圧入工具
- ヘッドパーツ用の板スパナ

自転車専用工具